# Souhvězdí Vlasů Bereniky
Vlasy Bereniky je souhvězdí na severní obloze. Pojmenováno bylo podle vlasů královny Bereniky, manželky egyptského krále Ptolemaia III., která je obětovala za šťastný návrat manžela z války v Sýrii. Jejich ztráta z chrámu pak byla vysvětlena královským hvězdářem jako doslovné nanebevzetí učiněné bohyní Afroditou.

## Významné hvězdy
| Hvězda | Jméno  | Hvězdná velikost |
| ------ | ------ | ---------------- |
| α Com  | Diadem | 4,32m            |
| β Com  |        | 4,25m            |

## Objekty v Messierově katalogu
- M 53 – kulová hvězdokupa
- M 64 – galaxie
- M 85 – galaxie
- M 88 – galaxie
- M 91 – galaxie
- M 98 – galaxie
- M 99 – galaxie
- M 100 – galaxie